# Jean Auguste Marc
Pour les articles homonymes, voir Marc.
Jean Auguste Marc, né le 12 juillet 1818 et mort le 19 mai 1886, est un illustrateur français du XIXe siècle. Il a également été directeur de la revue L'Illustration de 1860 à 1886. 

## Biographie
Jean Auguste Marc naît à Metz, en Moselle, le 12 juillet 1818. Il suit d'abord des cours de médecine vétérinaire à Metz, avant de se tourner vers les arts. De retour en France, il s'installe à Paris en 1840 et devient, comme son compatriote Auguste Hadamard, l'élève de Paul Delaroche. Dans l'atelier de ce dernier, il rencontre aussi Gérôme, Hébert et Gustave Boulanger qui travailleront, plus tard avec lui pour l'hebdomadaire L'Illustration. À partir de 1847, Jean Auguste Marc expose régulièrement au Salon, où l'éditeur Alexandre Paulin remarque son talent. 
En 1850, Jean Auguste Marc commence à travailler régulièrement avec le journal L'Illustration. Le 1er mai 1860, Auguste Marc prend la direction de L’Illustration. Délaissant de plus en plus son art, même s'il expose hors concours au Salon en 1868, Jean Auguste Marc va consacrer le reste de sa vie à la presse, à L'Illustration, qu'il dirige jusqu’à sa mort, mais aussi à L’Universel, qu'il créé après 1857. Au cours de la guerre franco-allemande de 1870, Jean Auguste Marc a la douleur de perdre un de ses fils, et de voir sa ville natale rattachée à l'Empire allemand. Ayant compris l’intérêt des illustrations pour les lecteurs pressés, il développa celles-ci dans ses publications. 
Jean Auguste Marc décède le 19 mai 1886. Il est enterré dans la sépulture familiale au cimetière Carnot de Suresnes, commune où il résidait dans sa villa de la rue des Raguidelles avec sa femme Lucie, ses deux fils Lucien et Jules et sa fille Augustine. Il est par ailleurs deuxième adjoint au maire de Suresnes Louis Antoine Huché de 1875 à 1878.

## Œuvres
- Ingeborg Starck[4].
- Le prince de Melternich-Wineburg, musée national du château de Compiègne[4].
- Urbain Ratazzi, musée national du château de Compiègne[4].
- Victor Emmanuel, musée national du château de Compiègne[4].
- Miani, musée national du château de Compiègne[4].
- Notre Dame de Paris, musée national Magnin de Dijon[5].
- Humboldt, musée national du château de Compiègne[5].
- Le docteur Bonnet, musée national du château de Compiègne[5].
- Le prince Couza, musée national du château de Compiègne[5].
- 1837 : Hôtel de Ville de Luxembourg[6].
- 1852 : Leçon de musique, Collection de la Ville de Luxembourg[7].